# Tommy Skotte
Tommy Skotte, född i Malmberget den 8 mars 1953, är en svensk musiker med kontrabas som huvudinstrument. Från 1970-talet medverkade han i en mängd olika sammanhang, i olika grupper och olika genrer. Han har ett förflutet i olika proggrupper och har även varit verksam som jazzbasist.  
I tonåren spelade han med lokala band och var med om att starta Musikfolket i Gällivare/Malmberget. År 1975 flyttade han till Luleå, där han ingick i musikkollektivet Anton Svedbergs Swängjäng och gav namn till Skottes musikorkester (senare kallad Skottes musikteater) som han grundade tillsammans med Ted Ström och Tomas Forssell. Han ingick i bandet Spilld mjölk som utgav albumet Svart mjölk (1975) och medverkade på Tomas Forssells album Ingenting står stilla. 
Tommy Skotte har studerat vid Framnäs folkhögskolas musiklinje. År 1980 flyttade han till Stockholm i samband med studier på Musikhögskolan, där han hade bland andra basisterna Stefan Brolund, Sture Nordin och Palle Danielsson som lärare.
År 1982 bildades gruppen Tvist tillsammans med Johan Petri och Nils Danell. Gruppen gav ut en LP-skiva, "Hotel Tranquill". Trion spelade på freeformscener i Sverige och på bland annat festivalen i Moers i Tyskland.
År 1992 började han spela i trion Abash med Anders Ekholm och Nils Danell.
Tommy Skotte flyttade år 2008 tillbaka till Luleå och spelade senare i bland annat i Kersti Olin Band.